# اندیس آران و بیدگل
آران و بیدگل یک اندیس غیرفلزی است که در حوالی شهر مرنجاب استان اصفهان قرار دارد و مادهٔ معدنی موجود در آن، خاک صنعتی است.  